# Friedrich Lauchert
Friedrich Lauchert (né le 1er septembre 1863 à Meßkirch et mort le 18 avril 1944 à Siersdorf) est un vieux catholique allemand, puis un historien de l'Église catholique romaine.

## Biographie
Friedrich Lauchert, qui est élevé dans la religion vieux-catholique, étudie la philosophie et la théologie catholique aux universités de Munich, Strasbourg et Vienne et obtient un doctorat à Munich en 1886 avec sa thèse sur l'anthologie grecque et orientale de Herder et ses traductions de Jakob Balde. De 1888 à 1890 puis de 1893 à 1895, Lauchert est chercheur à la Bibliothèque universitaire et d'État de Strasbourg, où il réussit également l'examen d'État de philologie en 1889. Deux ans plus tard, il obtient une licence en théologie à l'Université de Berne et y travaille ensuite comme maître de conférences en patrologie et en histoire littéraire chrétienne jusqu'en 1893. De 1895 à 1899, Lauchert est professeur à la Faculté vieille-catholique de l'université de Bonn, mais démissionne ensuite de son poste de professeur et se convertit à l'Église catholique romaine. Après avoir travaillé comme chercheur privé à Munich pendant trois ans, Lauchert obtient un poste à la bibliothèque de la ville d'Aix-la-Chapelle (de) en 1901, où il est nommé bibliothécaire de la ville en 1914. Il occupe ce poste jusqu'à sa retraite en 1928.
En plus de ses intérêts de recherche dans le domaine de la patrologie et de l'histoire de la théologie des XVIe et XIXe siècles, il s'occupe principalement des opposants littéraires de Martin Luther (par exemple Thomas Murner). Sa publication Die italienischen literarischen Gegner Luthers, publiée en 1912, est toujours valable aujourd'hui.

## Publications (sélection)
- Geschichte des Physiologus, K. J. Trübner, Strasbourg 1889 (Digitalisat)
- G. Chr. Lichtenberg’s schriftstellerische Thätigkeit in chronologischer Uebersicht dargestellt., Dietrich'sche Verlagsbuchhandlung, Göttingen 1893
- Die Lehre des heiligen Athanasius des Grossen, Fock, Leipzig 1895
- Studien zu Thomas Murner. In: Alemannia. Volume 18, 1890, p. 139–172 und (Wörterbuch, 1. Teil:) p. 283–288, sowie Alemannia. Volume 19, 1892, p. 1–18
- Franz Anton Staudenmaier (de) (1800–1856) in seinem Leben und Wirken dargestellt, Herder, FrFribourg-en-Brisgau, 1901
- Die italienischen literarischen Gegner Luthers, Herder, Fribourg-en-Brisgau, 1912
- Die Kanones der wichtigsten altkirchlichen Concilien nebst den apostolischen Kanones, P. Siebecki, Fribourg-en-Brisgau, 1896 (digitalisat)
- ainsi que plus de 180 articles dans l'Allgemeine Deutsche Biographie